# Nemanja Cvetković
Nemanja Cvetković (ur. 8 lutego 1980 roku w Belgradzie) – serbski piłkarz, pomocnik.
Karierę zawodniczą rozpoczynał w FK Mladi Radnik. Potem reprezentował kolejno barwy klubów: FK Čukarički, FK Mladi Radnik, FK Vojvodina, FK Obilić Belgrad. Zimą 2006 roku wyjechał do Polski, szukając pracy w miejscowych klubach. Przebywał na testach w I-ligowej Dyskobolii Grodzisk Wielkopolski, jednak nie doszedł z klubem do porozumienia. Postanowił rundę wiosenną sezonu 2005/2006 zagrać w II-ligowym Radomiaku Radom. Do radomskiego zespołu polecił go jego grecki menedżer. Obecnie gracz białoruskiej drużyny Nioman Grodno.